# Jean Le Bonzec
Le contre-amiral Jean Le Bonzec, né le 23 novembre 1883 à Lorient (Morbihan) et mort le 11 novembre 1943 à Tréboul (Finistère), était un officier de la Marine française.

## Distinctions
- Commandeur de la Légion d'honneur[1]